# جوليان مانديل
جوليان مانديل (بالفرنسية: Julien Mandel) هو مصور فرنسي، ولد في 1872 في ألزاس في فرنسا، وتوفي في 1935 في باريس في فرنسا.

## وصلات خارجية
- جوليان مانديل على موقع IMDb (الإنجليزية)